# Nematopsis quadratum
Nematopsis quadratum is een soort in de taxonomische indeling van de Myxozoa, een stam van microscopische parasitaire dieren. Het organisme komt uit het geslacht Nematopsis en behoort tot de familie Porosporidae. Nematopsis quadratum werd in 2001 ontdekt door Prasadan & Janardanan.